# NGC 6525
NGC 6525 ist ein offener Sternhaufen oder ein Asterismus im Sternbild Schlangenträger. Das Objekt wurde am 29. Juli 1829 von John Herschel gesichtet. Ob ein offener Sternhaufen existiert, ist nicht gesichert; heutzutage geht man eher von einem Asterismus aus.